# Riviertachuri
De riviertachuri (Serpophaga hypoleuca) is een zangvogel uit de familie Tyrannidae (tirannen).

## Verspreiding en leefgebied
Deze soort komt voor in het Amazonegebied langs de Amazone en de Orinoco plus zijtakken. Er zijn drie ondersoorten:
- S. h. venezuelana: Venezuela.
- S. h. hypoleuca: zuidoostelijk Colombia, oostelijk Ecuador, oostelijk Peru, noordoostelijk Bolivia en westelijk Brazilië.
- S. h. pallida: oostelijk-centraal Brazilië.

## Status
De grootte van de populatie is niet gekwantificeerd maar de soort wordt omschreven als schaars en met een versnipperde verspreiding. Op de Rode lijst van de IUCN heeft deze soort de status niet bedreigd.